# Abell 520
Abell 520 ist ein Galaxienhaufen im Sternbild Orion, dessen Name sich von seinem Eintrag im Abell-Katalog ableitet. Die Koordinaten sind Rektaszension 04h 54,3m und Deklination +02° 57'. Bei einer Rotverschiebung von z = 0,201 ist er etwa 2,4 Milliarden Lichtjahre von der Erde entfernt und hat am Himmel eine optische Ausdehnung von etwa 10 Bogenminuten.

## Besonderheit und Bedeutung
Die Gesamtmasse des Systems beträgt etwa 1015 Sonnenmassen, die sich bei genauerem Hinsehen auf mehrere aktuell verschmelzende Galaxienhaufen verteilen. Abell 520 stellt nach dem Bullet-Cluster das zweite System dar, in dem die dunkle Materie getrennt von der baryonischen (gewöhnlichen) Materie beobachtet werden konnte; dies könnte hilfreich dabei sein, die Eigenschaften der dunklen Materie besser zu verstehen. Besondere Bedeutung erhält der Haufen dadurch, dass er sich (noch) nicht in einem Gleichgewichtszustand befindet.
Die Situation im Falle von Abell 520 ist deutlich komplexer als beim Bullet-Cluster. Ein gutes Verständnis (beider Fälle) erfordert weitere Beobachtungen und theoretische, numerische Betrachtungen. Abell 520 stellt eine Herausforderung für bisherige Modelle der Entwicklung von Galaxienhaufen dar, jedoch muss hier nicht grundsätzlich ein Widerspruch bestehen.

## Details
Im Rahmen einer Multi-Wellenlängen-Kampagne wurde mit Hilfe des Gravitationslinseneffektes die Massenverteilung in 50 massereichen Galaxienhaufen analysiert. Im Folgenden werden die Ergebnisse für Abell 520 zusammengefasst.
Die Rekonstruktion der Massenverteilung von Abell 520 zeigt vier Massenkonzentrationen (Nr. 1–4), die wie an einer Perlenkette in NO-SW-Richtung aufgereiht sind (siehe Abbildung sowie Referenzen für weitere Illustrationen). Aufgrund dieser Anordnung bezeichnen Mahdavi et al. 2007 Abell 520 auch als „kosmisches Zugunglück“ (cosmic train wreck). Eine fünfte Massenkonzentration befindet sich östlich davon. Anhand der hellsten Galaxien in den jeweiligen Massenkonzentrationen lassen sich deren Radialgeschwindigkeiten bestimmen. Es zeigt sich, dass sie sich alle merklich voneinander unterscheiden, so dass es sich in der Tat um sich relativ zueinander bewegende Massenansammlungen handelt. Diese Konstellation ist zwar ungewöhnlich, jedoch kaum von besonderer Bedeutung. Die zeigt sich erst, wenn man die „Zusammensetzung“ der einzelnen Massenansammlungen genauer untersucht. Damit sind hierbei die jeweiligen Massenanteile gemeint, die sich in Galaxien (Sternen), in diffusem intergalaktischem Gas und dunkler Materie befinden. Für einen typischen Galaxienhaufen liegt der Anteil für Sterne bei unter zehn Prozent und für intergalaktisches Gas bei etwa 15–20 Prozent. Der Rest und damit der größte Teil liegt in Form von dunkler Materie vor.
Ein Maß für das Massenverhältnis von baryonischer Materie (Sterne und Gas) zu dunkler Materie ist das sogenannte „Masse-Leuchtkraft-Verhältnis (MLV)“. Dieses gibt an, wie viel Masse wie viel Licht erzeugt, und wird typischerweise in Einheiten von Sonnenmassen pro Sonnenleuchtkraft angegeben (so auch im Folgenden). Für die meisten Galaxienhaufen liegt es in der Größenordnung von 200. Das bedeutet beispielsweise für uns selbst, dass auf die gesamte Masse unseres Sonnensystems noch etwa 200-mal dieselbe Masse in unser kosmischen Umgebung kommt, die in nichtleuchtender Form vorliegt. Das Verhältnis ist so hoch, da die meiste Masse nicht in leuchtenden Sternen gebunden ist, sondern entweder in Form von dunkler Materie oder von Gas vorliegt, das (im Vergleich zur Sonne) relativ wenig Licht abgibt.
Bei der Analyse des MLV für die einzelnen Massenkonzentrationen des Abell 520-Systems stechen zwei besonders hervor. Diese gehören zu den Massen Nummer 3 und 5. Die erste liegt etwa im Zentrum des Zusammenstoßes, Nr. 5 ist die Massenkonzentration östlich davon. Für Nr. 3 finden Mahdavi et al. 2007 ein MLV von etwa 720, also deutlich mehr als im Normalfall, während für die fünfte Massenkonzentration lediglich ein Wert von etwa 60 gefunden wird. Dieses Ergebnis kann folgendermaßen gedeutet werden: Massenkonzentration Nr. 3 enthält fast nur dunkle Materie, während Nr. 5 fast nur baryonische (leuchtende) Materie enthält. Dies entspricht durchaus den Erwartungen, da dunkle und baryonische Materie (die ja hauptsächlich in Form von intergalaktischem Gas und nicht von Sternen vorliegt) sich bei einer Haufenverschmelzung unterschiedlich verhalten sollten (siehe auch „Bullet cluster“ zu einer Diskussion der Dynamik). Mit anderen Worten: Eine Separation von baryonischer und dunkler Materie ist nicht überraschend. Ungewöhnlich ist jedoch die Verteilung der Galaxien. Von diesen erwartet man, dass sie sich kollisionsfrei (also wie die dunkle Materie) verhalten. Es zeigt sich aber, dass das Zentrum des Zusammenstoßes, in dem der Großteil der dunklen Materie konzentriert ist, so gut wie frei von Galaxien ist. Insbesondere liegt keine der drei hellsten Galaxien des Haufens in der Nähe des Zentrums. Dieses ist ein entscheidender Punkt, da durchaus Haufen bekannt sind, die ein ungewöhnlich hohes MLV aufweisen, jedoch fallen dort die Positionen der hellsten Galaxien und der dunklen Materie zusammen. Mit Abell 520 wurde hier erstmals ein Fall untersucht, wo das anders ist. Im Gegensatz dazu weist die östlich gelegene baryonische Massenkonzentration eine Überhäufigkeit von Galaxien auf.
Nimmt man die Massenkonzentrationen Nr. 3 und 5 zusammen, weist das Ergebnis keinerlei Auffälligkeiten auf; es sieht dann aus wie ein durchschnittlicher Galaxienhaufen. Das legt nahe, dass beide einen gemeinsamen „Vorfahren“ haben. Es scheint, als ob Galaxien und dunkle Materie durch einen bislang nicht verstandenen Effekt getrennt worden seien.
Bei diesem Effekt könnte es sich zum Beispiel um komplexe Dreikörperwechselwirkungen handeln, die die Galaxien aus dem Zentrum „schleudern“. Es wäre aber auch denkbar, dass die dunkle Materie eine nicht-gravitative Wechselwirkung zeigt, die ihre räumliche Trennung von den Galaxien erklären kann. Die Frage nach dem Grund für die Trennung von Galaxien und dunkler Materie ist bisher unbeantwortet.